# Leo Zimmermann
Leo Zimmermann (* 6. Juli 1927; † 20. April 1987) war ein deutscher Fußballspieler. Von 1958 bis 1963 absolvierte der Offensivspieler in der damals erstklassigen Oberliga Nord für den VfV Hildesheim 129 Ligaspiele und erzielte dabei 15 Tore. Bis 1967 schlossen sich für den Senior in der zweitklassigen Regionalliga Nord weitere 85 Pflichtspiele mit zwei Toren an.

## Laufbahn
Mit 19 Jahren debütierte der spätere Rekordspieler in der ersten Mannschaft des Vereins für Volkssport Hildesheim. Die Rot-Weißen von der „Johanneswiese“ spielten bis 1957/58 in der Amateuroberliga Niedersachsen-Ost. Der von der Presse etwas schnippisch als „Tante Hilde“ bezeichnete VfV feierte zwar 1954/55 die erste Meisterschaft, der Aufstieg gelang aber erst in der Saison 1957/58. Unter dem neuen Trainer Paul Bornefeld gewann die Mannschaft um den 31-jährigen Spielführer Leo Zimmermann vor Union Salzgitter und dem VfB Peine die Meisterschaft. In der Aufstiegsrunde setzte sich Hildesheim gegen den Heider SV, VfB Oldenburg und Union 03 Altona mit 8:4 Punkten durch und stieg damit in die damals erstklassige Oberliga Nord auf. Das letzte Spiel in der Aufstiegsrunde gewann Zimmermann mit Mannschaftskollegen wie Torhüter Siegfried Bartsch, Horst Kuschenberg, Helmut Warmbold, Wolfgang Träger und Günter Stiemerling am 25. Mai 1958 im Heimspiel vor 10.000 Zuschauern gegen SC Union 03 Altona mit 7:3 und Senior Zimmermann hatte dabei auf Halbrechts erfolgreich Regie geführt.
In der gleichen Saison gelangte das Hildesheimer Fußball-Idol schlechthin, ein schneller Mittelfeldstratege mit dem Auge für den brillanten Pass, mit der Verbandsauswahl von Niedersachsen im Länderpokal nach Erfolgen über Nordbaden und Württemberg am 1. Juni 1958 auch in das Finale in Hannover gegen den Niederrhein. Mit den Mannschaftskameraden Jürgen Moll, Werner Olk und Gerhard Gollnow wurde das Endspiel aber mit 0:2 Toren verloren.
Die Bischofsstädter starteten mit einer 0:1-Heimniederlage am 17. August 1958 gegen den VfL Wolfsburg in die Oberliga. Mit 31 Jahren nahm Zimmermann das Kapitel Oberliga in Angriff. Am Rundenende hatte der Kapitän in 29 Einsätzen drei Tore erzielt und der VfV hatte knapp mit 24:36 Punkten den Klassenerhalt geschafft. Dazu beigetragen hatte wesentlich der Trainerwechsel im Dezember 1958; Ludwig „Pipin“ Lachner hatte Paul Bornefeld abgelöst. In seinem zweiten Oberligajahr, 1959/60, fehlte der Kopf der Hildesheimer Elf in keinem der 30 Ligaspiele und erzielte dazu noch sieben Tore. Die Tore des jungen Angreifers Dieter Thun (30-17) und die Regie des unverwüstlichen Zimmermann führten Hildesheim auf den siebten Tabellenplatz. Der 2:1-Heimsieg am 30. August 1959 vor 18.000 Zuschauer im Friedrich-Ebert-Stadion gegen den Nordserienmeister Hamburger SV ragte in der Runde heraus. In der dritten Oberligasaison, 1960/61, konnte mit dem achten Tabellenplatz die Leistung des Vorjahres bestätigt werden, obwohl der HSV mit einer 8:2-Klatsche in Hildesheim in großer Deutlichkeit die Revanche gegen den VfV geglückt war. Aber die Heimsiege gegen den Vizemeister Werder Bremen (2:0) und den Tabellendritten VfL Osnabrück (3:1) waren Zeichen einer intakten Hildesheimer Elf.
Der Höhepunkt der VfV-Erfolgsgeschichte stellte aber die Runde 1961/62 dar. In das Weltmeisterschaftsjahr 1962 starteten Zimmermann und Kollegen am 6. August 1961 mit einem 3:1-Auswärtserfolg beim SC Concordia Hamburg. Der Kapitän agierte auf der rechten Außenläuferposition im damals praktizierten WM-System und der neu vom VfR Osterode gekommene Stürmer Heiner Klose führte sich mit zwei Treffern ein. Spätestens nach dem 1:0-Auswärtserfolg gegen Werder Bremen am 10. September 1961 durch einen Treffer des 33-jährigen Spielführers gehörte Hildesheim zu den Aspiranten für den Kampf um die Spitzenplätze im Norden. Nach sechs Spieltagen führte der Hamburger SV die Tabelle mit 12:0 Punkten an, es folgten Hildesheim mit 11:1 und Holstein Kiel mit 10:2 auf den Plätzen. Es gab dann zwar gegen Altona 93 und den VfR Neumünster zwei nicht eingeplante doppelte Punktverluste, aber trotzdem empfing Hildesheim am 13. Spieltag, den 5. November 1961, den mit 22:0 Punkten souveränen Tabellenführer Hamburger SV mit 18:6 Punkten als Tabellenzweiter. Mit 26.000 Zuschauern wurde der Zuschauerrekord im Friedrich-Ebert-Stadion aufgestellt. Leo Zimmermann brachte seine Mannschaft mit zwei Treffern mit 2:0 in Führung und Fred Winkelmann gelang das Tor zum 3:0-Endstand. Gegen die mit Horst Schnoor (Tor) und Gerd Krug, Jürgen Kurbjuhn, Jochen Meinke, Lothar Kröpelin und Dieter Seeler bestückte HSV-Defensive war das eine Sensation. Am Rundenende fehlten dem VfV zwei Punkte um als Vizemeister in die Endrunde um die deutsche Meisterschaft einzuziehen. Mit 29:1 Heimpunkten wurde das Fundament für den 3. Tabellenrang gelegt. Neben der Leitfigur Leo Zimmermann ragten dabei die Spieler Werner Gerstle (Tor), Horst Kuschenberg, Dieter Thun, Heiner Klose und Manfred Hufgard heraus.
Als Belohnung traten die Bischofsstädter im Intertotocup der Serie 1962/63 gegen Pécsi Dózsa, Blauw Wit Amsterdam und Velez Mostar an. Im letzten Jahr des alten erstklassigen Oberligasystems, 1962/63, belegte der VfV den achten Rang. Der letzte Oberligaspieltag wurde am 28./29. April 1963 durchgeführt. Hildesheim gewann mit 3:2 Toren bei Altona 93 und Zimmermann hatte nochmals auf Halbrechts Regie geführt. Nach der neuen Ligaeinteilung zur Serie 1963/64 musste Hildesheim danach in der zweitklassigen Fußball-Regionalliga Nord antreten.
Die große Zeit war aber beim VfV vorbei. Zwar spielte das Idol Zimmermann auch mit 36 Jahren noch weiter, aber es ging in der Regionalliga nur noch um die Vermeidung des Abstiegs. Nach dem vierten Jahr, 1966/67, war es aber so weit, Hildesheim stieg in das niedersächsische Amateurlager ab. Zimmermann, er war bereits im Jahr 1961 mit der Goldenen Vereinsnadel für 750 Einsätze in der ersten Mannschaft des VfV ausgezeichnet worden und hatte am Ende seiner aktiven Spielerlaufbahn über 1.400 Partien vorzuweisen, hatte von 1963 bis 1967 in der Regionalliga 85 Pflichtspiele absolviert und dabei zwei Treffer erzielt.
Beruflich war Zimmermann als Rohrverleger bei den Hildesheimer Stadtwerken angestellt.